# Omerkhan Daira
Omerkhan Daira es una ciudad censal situada en el distrito de Rangareddy en el estado de Telangana (India). Su población es de 5349 habitantes (2011). Forma parte del área metropolitana de Hyderabad.

## Demografía
Según el censo de 2011 la población de Omerkhan Daira era de 5349 habitantes, de los cuales 2861 eran hombres y 2488 eran mujeres. Omerkhan Daira tiene una tasa media de alfabetización del 84,98%, superior a la media estatal del 67,02%: la alfabetización masculina es del 91,45%, y la alfabetización femenina del 77,58%.